# Julgrupp

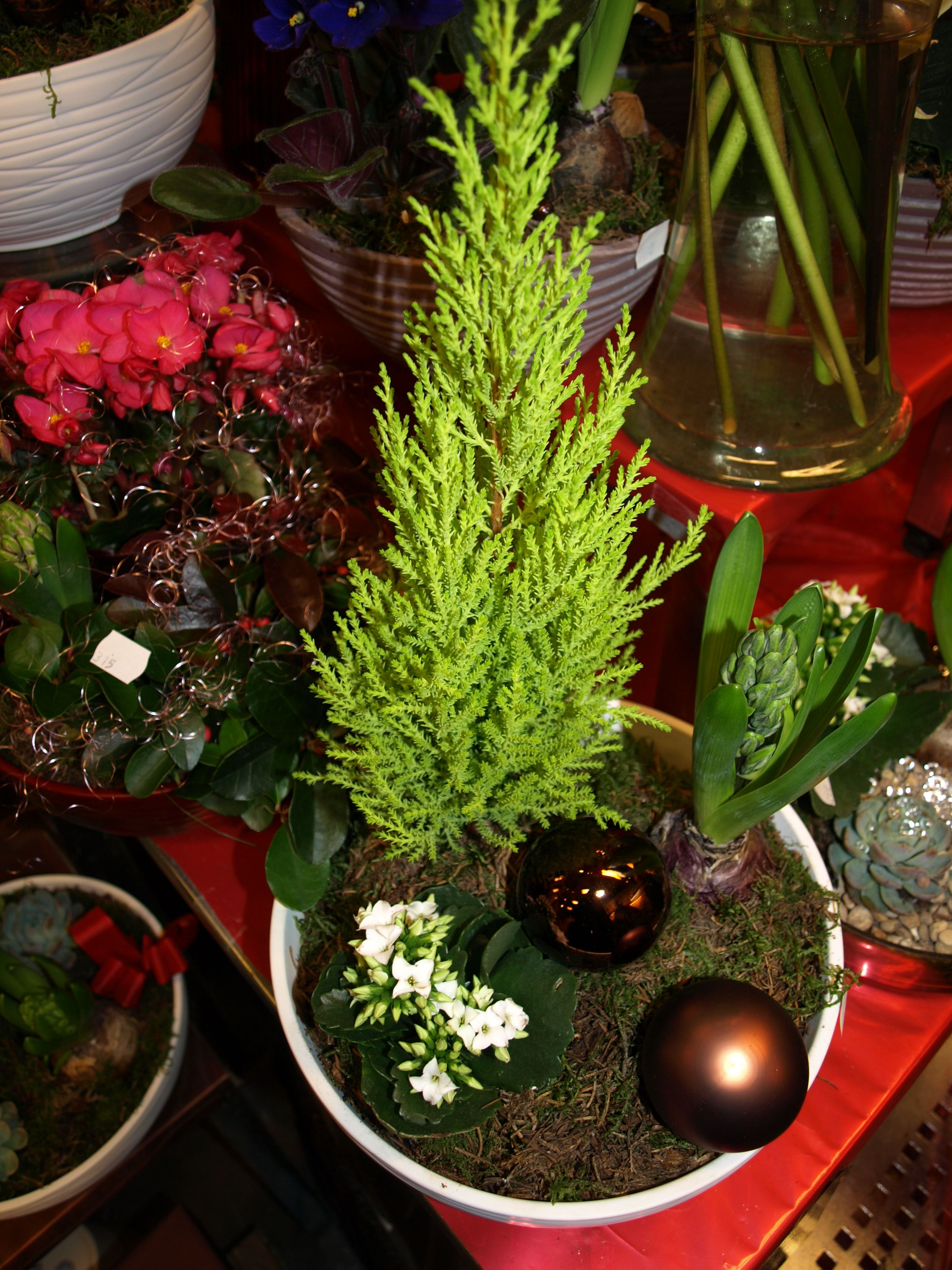
En julgrupp i en blomsteraffär.

En julgrupp är en samplantering av vanligen 3-5 olika krukväxter som saluförs inför jul. Julgrupper är vanliga som presenter på middagar och liknande under den aktuella perioden. 
Julgruppen är ofta planterad i en korg eller någon annan dekorativ ytterkruka. Det kan också finnas dekorationer av julpynt av olika slag i julgruppen. Jorden i julgruppen kan vara täckt av mossa eller fönsterlav.

## Vanliga växter i en julgrupp
- Hyacint
- Julstjärna
- Murgröna